# طبقه هفتم
طبقهٔ هفتم (به انگلیسی: The Seventh Floor) یک فیلم کمدی ایتالیایی به کارگردانی اوگو تونیاتسی است که در سال ۱۹۶۷ منتشر شد.

## بازیگران
- اوگو تونیاتسی
- آلیشا براندت
- تینا لوئیس
- اولگا ویلی
- جیجی بالیستا
- ریکاردو گارونه
- مارکو فرری
- فرانکا بتوئیا
- ژانین رنو